# Eve Unsell
Eve Unsell (1887 — 6 de julho de 1937) foi uma roteirista norte-americana. Eve escreveu os roteiros para noventa e seis filmes entre 1914 e 1933. Ela nasceu em Chicago, Illinois e faleceu em Hollywood, Califórnia.

## Filmografia selecionada
- The Man from Mexico (1914)
- Sunshine Nan (1918)
- In Pursuit of Polly (1918)
- His Parisian Wife (1919)
- Three Men and a Girl (1919)
- The Test of Honor (1919)
- The Trap (1919)
- The Call of Youth (1921)
- The Great Day (1921)
- Shadows of Paris (1924)
- Captain January (1924)
- The Spirit of Youth (1929)
- The Medicine Man (1930)
- Up Pops the Devil (1931)